# Statoreactor
Statoreactorul este un sistem de propulsie cu jet ale aeronavelor, a cărui forță este produsă prin ejectarea gazului rezultat din arderea unui combustibil, în general kerosen.
Constă doar dintr-un tub și nu are părți în mișcare, de unde și termenul „stato” pentru static.

Primul motor cu reacție din istorie, inventat de René Lorin în 1913, este mecanic cel mai simplu, neavând piese în mișcare.
Leduc 010 a devenit, în timpul unui zbor de testare din 1949, primul avion propulsat de un ramjet. Prima rachetă operațională, SNCASE SE-4200, lansată în 1955.
Industria aeronautică franceză s-a remarcat în special prin stabilirea unui număr mare de „prime” în domeniul ramjetelor.
Deși între Mach 3 și Mach 5, ramjet-ul este cel mai eficient tip de motor cu reacție, incapacitatea sa de a oferi propulsie la viteză zero îl obligă să cedeze locul turboreactoarelor în multe aplicații.
Ulterior s-au dezvoltat ramete cu ardere supersonică sau superstatoreactoare pentru a depăși viteza maximă admisibilă a ramjetului, între Mach 5 și 6.